# Списак награда и номинација Ритика Рошана
Ритик Рошан (10. јануар 1974) индијски је филмски глумац.  Као дете, појавио се у неколико филмова током 1980-их, а свој филмски деби у главној улози остварио је у филму Kaho Naa... Pyaar Hai из 2000. године. За своју улогу у филму освојио је Филмферову награду за најбољег глумца и за најбољи мушки деби. Након овога, тумачио је главне улоге у филмовима Fiza и Mission Kashmir (оба објављена током 2000. године) и споредну улогу у блокбастеру Kabhi Khushi Kabhie Gham... (2001).
Потом је уследило неколико мање успешних филмова током 2002. и 2003. године, да би се Рошан појавио у блокбастеру Koi... Mil Gaya (2003) и његовом наставку Krrish (2006), а за улоге у оба филма је освојио бројне награде за најбољег главног глумца. Рошан је освојио своју трећу Филмферову награду за најбољег главног глумца 2006. године за своју улогу у филму Dhoom 2, а четврту за филм Jodhaa Akbar, за који је такође освојио награду на Интернационалном филмском фестивалу Голден Минбар. За филм Guzaarish из 2010. године добио је признање критике, а такође су похваљене његове улоге у филмовима Zindagi Na Milegi Dobara (2011), Agneepath (2012) и Krrish 3 (2013), његов комерцијално најуспешнији филм досад. Стога, Рошан се етаблирао као један од водећих савремених индијских глумаца.

## Филмферова награда
| Год. | Категорија                         | Филм                     | Резултат   |
| ---- | ---------------------------------- | ------------------------ | ---------- |
| 2001 | Најбољи мушки деби                 | Kaho Naa... Pyaar Hai    | Освојено   |
| 2001 | Најбољи глумац                     | Kaho Naa... Pyaar Hai    | Освојено   |
| 2001 | Најбољи глумац                     | Fiza                     | Номинација |
| 2004 | Најбољи глумац                     | Koi... Mil Gaya          | Освојено   |
| 2004 | Најбољи глумац по избору критичара | Koi... Mil Gaya          | Освојено   |
| 2005 | Најбољи глумац                     | Lakshya                  | Номинација |
| 2007 | Најбољи глумац                     | Krrish                   | Номинација |
| 2007 | Најбољи глумац                     | Dhoom 2                  | Освојено   |
| 2009 | Најбољи глумац                     | Jodhaa Akbar             | Освојено   |
| 2011 | Најбољи глумац                     | Guzaarish                | Номинација |
| 2012 | Најбољи глумац                     | Zindagi Na Milegi Dobara | Номинација |
| 2013 | Најбољи глумац                     | Agneepath                | Номинација |
| 2014 | Најбољи глумац                     | Krrish 3                 | Номинација |
| 2015 | Најбољи глумац                     | Bang Bang!               | Номинација |
| 2018 | Најбољи глумац                     | Kaabil                   | Номинација |

## Награда Интернационалне индијске филмске академије
| Год. | Категорија                                                                 | Филм                  |
| ---- | -------------------------------------------------------------------------- | --------------------- |
| 2001 | Најбољи мушки деби                                                         | Kaho Naa... Pyaar Hai |
| 2001 | Најбољи глумац                                                             | Kaho Naa... Pyaar Hai |
| 2001 | Личност године                                                             | Kaho Naa... Pyaar Hai |
| 2004 | Најбољи глумца                                                             | Koi... Mil Gaya       |
| 2005 | Стилска икона године                                                       | Lakshya               |
| 2007 | Најбољи глумац                                                             | Krrish                |
| 2007 | Награда Интернационалне индијске филмске академије за гламурозну звезду    | Dhoom 2               |
| 2009 | Награда Интернационалне индијске филмске академије за најбољег глумца      | Jodhaa Akbar          |
| 2009 | Награда Интернационалне индијске филмске академије за стилску икону године | Luck by Chance        |

## Награда Скрин
| Год. | Категорија                  | Филм                                 |
| ---- | --------------------------- | ------------------------------------ |
| 2001 | Најбољи мушки новајлија     | Kaho Naa... Pyaar Hai                |
| 2001 | Најбољи глумац              | Kaho Naa... Pyaar Hai                |
| 2004 | Најбољи глумац              | Koi... Mil Gaya                      |
| 2007 | Најбољи глумац              | Krrish                               |
| 2009 | Најбољи глумац              | Jodhaa Akbar                         |
| 2011 | Награда Скрин за Џоди бр. 1 | Guzaarish (заједно са Ајшварјом Раи) |
| 2012 | Најбоља филмска постава     | Zindagi Na Milegi Dobara             |

## Награда Zee Cine
- 2001: Награда Zee Cine за најбољи мушки деби за филм Kaho Naa... Pyaar Hai[12]
- 2001: Награда Zee Cine за најбољег глумца за филм Kaho Naa... Pyaar Hai[12]
- 2004: Награда Zee Cine за најбољег мушког глумца за филм Koi... Mil Gaya[12]
- 2004: Награда Zee Cine по избору жирија за најбољег глумца за филм Koi... Mil Gaya[12]
- 2007: Награда Zee Cine за најбољег глумца за филм Krrish[12]
- 2011: Награда Zee Cine по избору критичара за најбољег глумца за филм Guzaarish[12]

Номиннација
- 2017: Награда Zee Cine за најбољег глумца за филм Kaabil

## Боливудска филмска награда
- 2001: Боливудска филмска награда за најбољи мушки деби за филм Kaho Naa... Pyaar Hai
- 2001: Боливудска филмска награда за најбољег глумца за филм Kaho Naa... Pyaar Hai
- 2002: Боливудска филмска награда за најбољег споредног глумца за филм Kabhi Khushi Kabhie Gham
- 2004: Боливудска филмска награда по избору критичара за најбољег глумца за филм Koi... Mil Gaya
- 2004: Боливудска филмска награда за најбољег глумца за филм Koi... Mil Gaya
- 2007: Боливудска филмска награда за најбољег глумца за филм Dhoom 2

## Награда Stardust
- 2005: Награда Stardust по избору уредника за најбољи перформанс за филм Lakshya[13]
- 2009: Награда Stardust за мушку звезду године за филм Jodhaa Akbar
- 2011: Награда Stardust за најбољег глумца у драми Guzaarish
- 2012: Награда Stardust за најбољег глумца у драми Zindagi Na Milegi Dobara
- 2013: Награда Stardust за најбољег глумца у драми Agneepath[14][15]

## Награда Удружења Бенгалских филмских новинара
- 2001: Најбољи глумац, за филм Fiza[16]
- 2007: Награда Удружења Бенгалских филмских новинара, Најбољи глумац, за филм Krrish[17]

## Награда BIG Star Entertainment
- 2013: Најбољи глумац у акционом филму, за филм Krrish 3[18][19]

## Награда Апсара филмских и телевизијских продуцената
- 2004: Награда Апсара за најбољег глумца за филм Koi... Mil Gaya[20]
- 2008: Награда ARY Style Icon након што је изабран за стилску икону од стране пакистанске публике.[21]
- 2009: Награда Апсара за најбољег глумца за филм Jodhaa Akbar[22]
- 2011: Кинематографска изврсност (мушкарац) за филм Guzaarish[23]

## Интернационални филмски фестивал Голден Минбар
- 2008: Интернационални филмски фестивал Голден Минбар за муслимански биоскоп (Казањ, Русија), Награда за најбољег глумца за филм Jodhaa Akbar[24]

## Друге филмске награде
- 2000: Награда Сансуи, Најбољи деби за филм Kaho Naa... Pyaar Hai[7]
- 2001: Награда Аширвад, Најбољи глумац за филм Kaho Naa... Pyaar Hai[25]
- 2001: Награда Калашри, Најбољи глумац за филм Kaho Naa... Pyaar Hai[25]
- 2001: Боливудска награда по избору народа, Најбољи мушки деби за филм Kaho Naa... Pyaar Hai[26]
- 2001: Награда Скрин Видеокон, Најбољи мушки деби за филм Kaho Naa... Pyaar Hai[27]
- 2001: Награда Скрин Видеокон, Најбољи глумац за филм Kaho Naa... Pyaar Hai[27]
- 2003: Награда Сансуи, Најбољи глумац за филм Koi... Mil Gaya[28]
- 2004: Награда Анадлок, Најбољи глумац за филм Koi... Mil Gaya[25]
- 2004: Азијска Гилд награда, Најбољи глумац за филм Koi... Mil Gaya[25]
- 2004: Награда деце, Најбољи глумац за филм Koi... Mil Gaya[25]
- 2004: Награда FICCI кућа славних, Најбољи глумац за филм Koi... Mil Gaya[29]
- 2004: Награда Рупа Филмгоер, Најбољи глумац за филм Koi... Mil Gaya[8]
- 2007: Боливудска награда по избору народа: Најбољи глумац за филмове Krrish и Dhoom 2[30]
- 2007: Награда GIFA за најбољег глумца за филм Krrish[31]
- 2007: Награда Анадлок, Најбољи глумац за филм Krrish[32]
- 2012: Награда Lions по избору критичара за омиљеног глумца — Agneepath[33]

Номинација
- 2011: Музичка награда Мирчи за будућег мушког вокалисту године за песму Senorita у филму Zindagi Na Milegi Dobara[34]

## Друге награде
- 2001: Награда Индијско-америчког друштва, Награда за младу успешну фигуру[8]
- 2001: Награда NSPCC, Награда за младу успешну фигуру за филм Kaho Naa... Pyaar Hai[8]
- 2004: Chhoton Ka Funda Awards, Chhoton Ka Funda Dhishum Dhishum Doley Sholay Award for swashbuckling muscle and action display for Koi... Mil Gaya[25]
- 2004: Награда Chhoton Ka Funda, Награда за плесни перформанс у песми It's Magic за филм Koi... Mil Gaya[25]
- 2004: Награда фондације Сајог, за филм Koi... Mil Gaya[35]
- 2004: Награда Пого, Најневероватнији плесач[тражи се извор]
- 2004: Награда Боливуд фешн, Мушка стилска позната личност[тражи се извор]
- 2005: Награда MTV Immies, Најбољи мушки перформанс у песми — Main Aisa Kyon Hoon
- 2006: Награда Idea Zee F, Млада стилска икона у филмовима[36]
- 2006: Боливудска награда по избору народа, Најбољи глумац[37]
- 2007: Филмска личност 2006. године[38]
- 2007: Награда MTV Lycra Style, Најстилизованији човек за филм Dhoom 2[39]
- 2007: Награда MTV Lycra Style Awards, Најстилизованији пар, заједно са Ајшварјом Раи за филм Dhoom 2[39]
- 2007: Награда MTV Lycra Style Awards, Најстилизованије тело[39]
- 2007: Награда MTV Lycra Style, Најстилизованији нови изглед[39]
- 2009: Награда за индијску младу икону: Индијска млада икона године за свој допринос на пољу забаве.[40]
- 2013: Награда Хело! магазина Кућа славних, Забављач године[тражи се извор]
- 2013: GQ награда за мушкарца године, Кинематографска икона године[тражи се извор]
- 2014: Никелодеонова награда по избору деце у Индији за најбољег плесача[41]
- 2017: Награда Кућа славних[тражи се извор]

## Одликовања и признања
- Марта 2001, нашао се на другом месту  Форбсове листе најмоћнији индијских филмских звезда.[42]
- Августа 2001. године, овенчан је Наградом националног грађана за свој допринос индијској филмској сцени.
- Године 2003, добио је Награду Авада Самана од стране владе Утара Прадеша за свој истакнути допринос индијској филмској сцени.[43]
- Године 2004, овенчан је Наградом Раџив Ганди за младу успешну фигуру.[25]
- Маја 2006. године, додељено му је престижно признање Сахара Авада Самана на свечаној церемонији у Лакнауу.[44]
- Децембра 2006. године, награђен је током Интернационалног филмског фестивала Индије (енгл. International Film Festival of India, IFFI) у Панаџију за свој допринос савременом биоскопу.[45]
- Фебруара 2009. године, нашао се међу 10 добитника награде IIFA-FICCI Frames за „најмоћније забављаче деценије”.[46]
- Године 2009. назван је фантастичним плесачем од стране часописа Лос Анђелес.
- Изабран је за најпожељнијег човека у Индији за 2010. годину.
- Дана 20. јануара 2011, постављена је његова воштана фигура у природној величини у престижном лондонском музеју воштаних фигура Мадам Тусо, што га чини петим индијским глумцем који је добио воштану фигуру у том музеју.[47]
- Године 2011, изгласан је за „Најсекси Азијата на свету” од стране Истерн Ај Виклија.[48]
- Фебруара 2012. године, изгласан је за „Највољенију звезду”.[49]
- Дана 5. децембра 2012. године, откривена је воштана фигура Рошана у музеју Мадам Тусо у Вашингтону.[50][51]
- Децембра 2012. године, по други пут заредом је крунисан титулом „Најсекси Азијат на свету” од стране Истерн Ај Виклија.[52]
- Децембра 2014. године, изгласан је за најсекси Азијата и то по трећи пут у четири године.[53]
- Јануара 2018. године, изгласан је за најзгоднијег глумца на свету на веб-сајту где већи део интернет саобраћаја долази из Индије.[54][55]